# Pussel
För andra betydelser, se Pussel (olika betydelser).

Strukturen hos ett pussel.

Pussel är små olikformade bitar som ska passas ihop till en bild. Pussel görs av trä eller papp och bilden kan vara tecknad eller i form av ett fotografi, exempelvis med natur, byggnader eller liknande. Ett pussel kan bestå av allt från några få stora bitar till upp mot flera tusen små pusselbitar. Pusselbitarna är olikformade och konstruerade så att de formmässigt passar ihop med varandra. Pussel kan vara olika komplexa och svåra att lägga. Pussel används som tidsfördriv och till underhållning, men även som grund för matematiska eller logiska problem.

## Etymologi
På svenska avser "pussel" främst denna typ av läggspel beskrivet ovan, och är känt i svenska språket sedan slutet av 1700-talet. Ordet härstammar från engelskans puzzle med betydelsen "förbrylla" eller " bringa i förvirring", varför det på engelska används för fler typer av kluriga tidsfördriv, som exempelvis olika former av korsord. I denna utvidgade betydelse används idag ibland ordet även på svenska.

## Typer
| Äldre pussel i handsågat trä. |  | Ett modernt pussel i papp. |
| Äldre pussel i handsågat trä. |  | Ett modernt pussel i papp. |

Det finns pussel med från bara några få bitar - med en målgrupp som är mindre barn - till flera tusen. Vanliga storlekar är 750, 1 000, 1 500 och 2 000 bitar. Varje pusselbit har in- och ut-pluggar som hakar i en annan bits ut- eller in-pluggar.
Det finns olika sätt att lösa ett pussel. Vanligt är att börja med kantbitarna, som är lätta att hitta, och bygga vidare inåt, eller att utgå från stora och tydliga motiv. Ett vanligt problem är att bitar kommer bort, eftersom de lätt sveps ned på golvet eller hamnar under dukar.
När pusslet är lagt kan det antingen tas isär och läggas tillbaka i lådan eller klistras fast på en trä- eller pappskiva och hängas upp på väggen. Numera finns även elektroniska pussel, pusselspel, som datorprogram och på Internet.
Några av de större tillverkarna av pussel är: Ravensburger, Schmidt, Jumbo, Clementoni, Gibsons, Grafika, Heye, Bluebird, Educa, Piatnik, Eurographics, Trefl, Buffalo, Cobble Hill, SunsOut, Anatolian och Kärnan.

## Historia

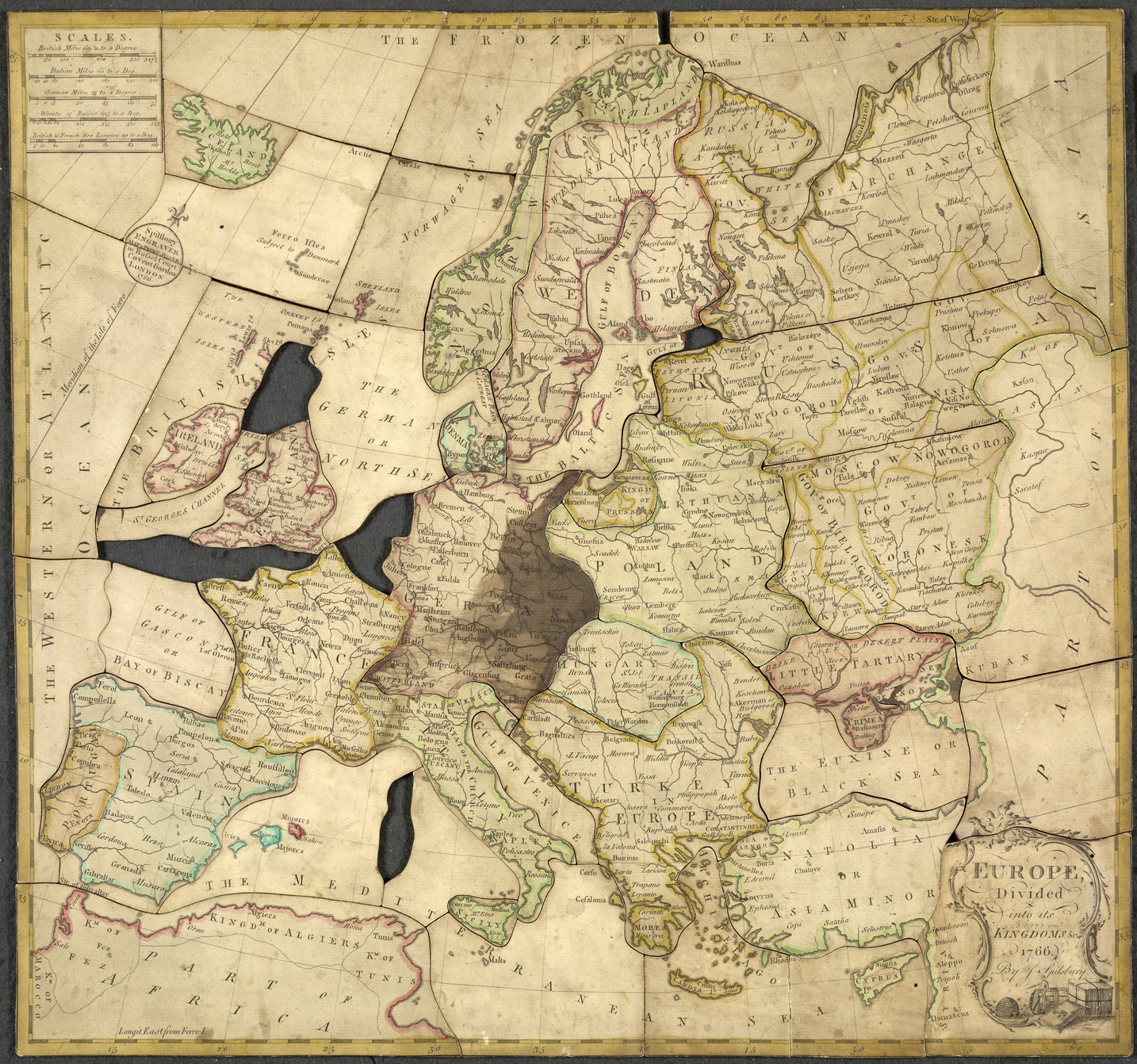
John Spilsburys "Europe divided into its kingdoms, etc." (1766) anses ofta vara världens första pussel.

Det första kända pusslet tillverkades år 1766, då John Spilsbury, en brittisk kartritare från London, fäste en karta på en bricka av trä och sedan sågade ut varje land för sig. Produkten användes som hjälpmedel när barn skulle lära sig geografi. Ända till 1820-talet fortsatte pusslet att i första hand vara ett läromedel i geografi. På 1920-talet började pussel förekomma i tidningarna, som visade sig sälja bättre då.
Pussel var inledningsvis dyra och endast de rika hade råd köpa dem. Med nya tillverkningsmetoder blev pusslen lättare att framställa, billigare och mer populära. Att lägga pussel var som mest populärt under 1920- och 1930-talen. Det var också då pusslen blev svårare att lägga och avsedda även för vuxna, inte bara för barn.

## Världens största pussel
Enligt Guinness rekordbok består världens största pussel av 551 232 bitar och är 14,85 m • 23,20 m stort. Det föreställer en lotusblomma med sex kronblad. Det tog 17 timmar för ca 1 600 studenter vid University of Economics i Ho Chi Minh City att lägga pusslet den 24 september 2011.

## Olika pussel
- Bildpussel
- Logikpussel
- Mekaniska pussel
- Ordpussel